# فيرتشايلد للطيران
فيرتشايلد للطيران (بالإنجليزية: Fairchild Aviation) هي شركة تصميم وتصنع الطائرات والمنتجات الفضائية. تم شراؤها من قبل شركة إم7 للفضاء والطيران (M7 Aerospace).

## تاريخ الشركة

### سنوات الشركة الأولى

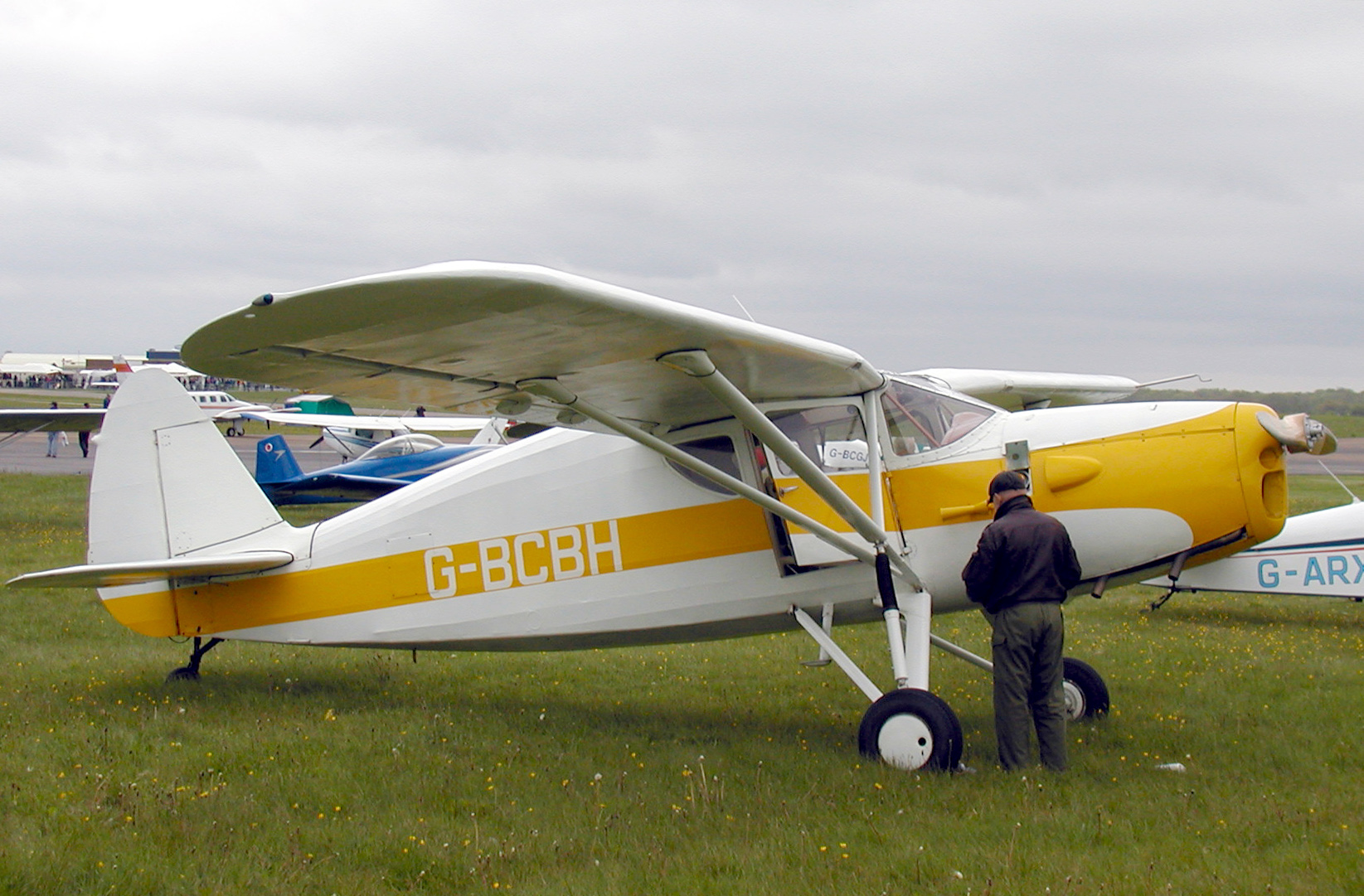
فيرتشايلد أورغوس الثالثة, 1944

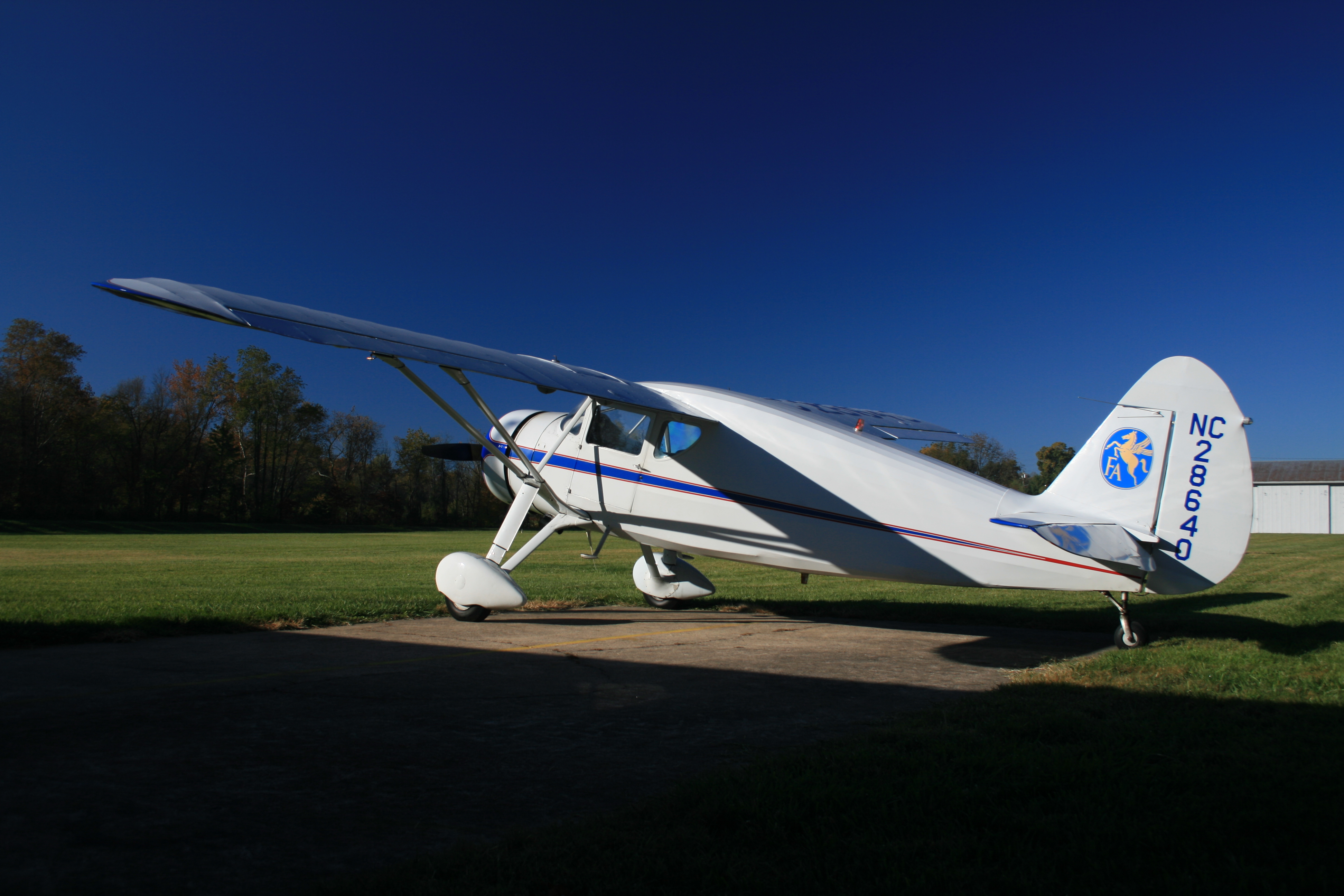
فيرتشايلد 24, 1940

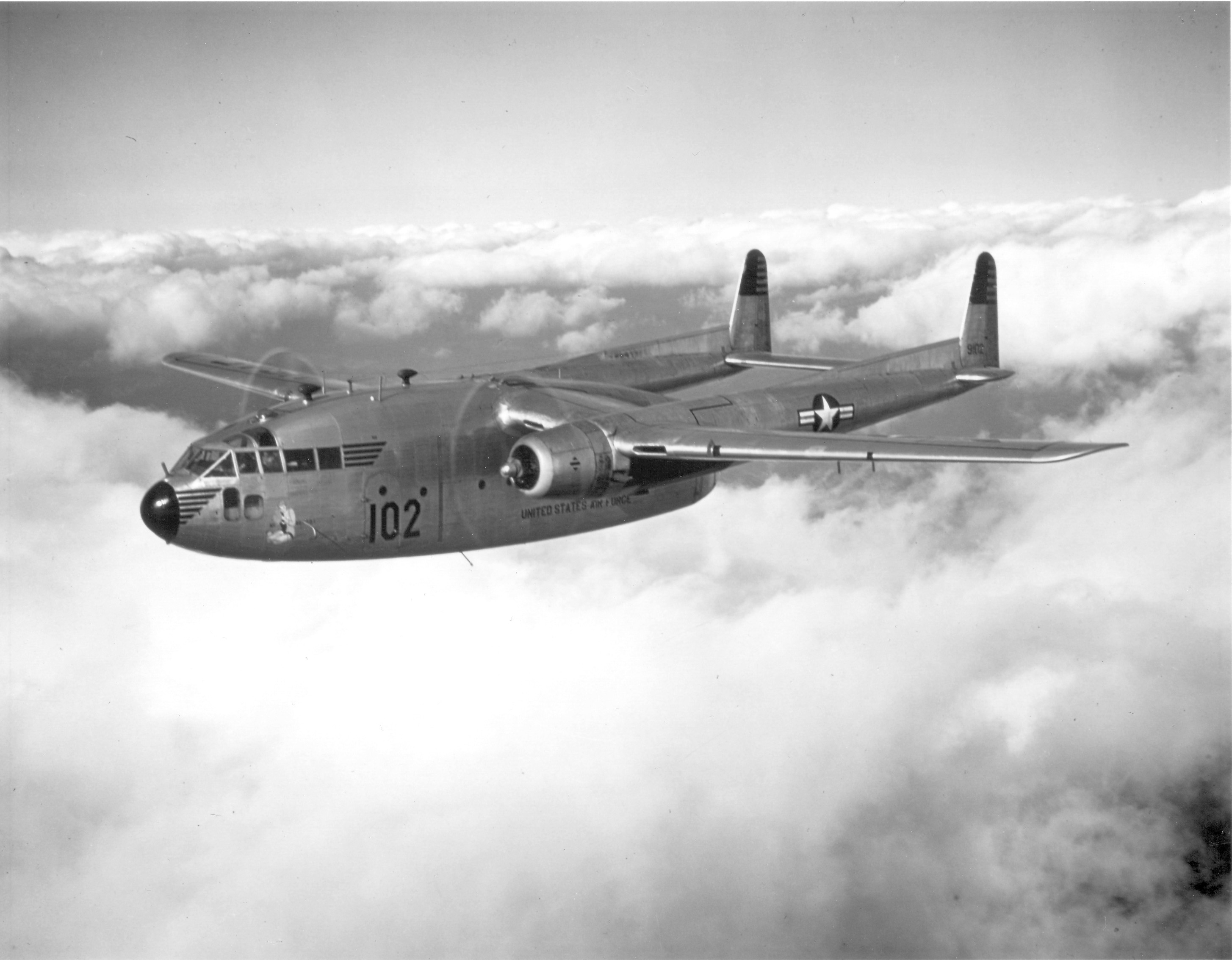
سي-119

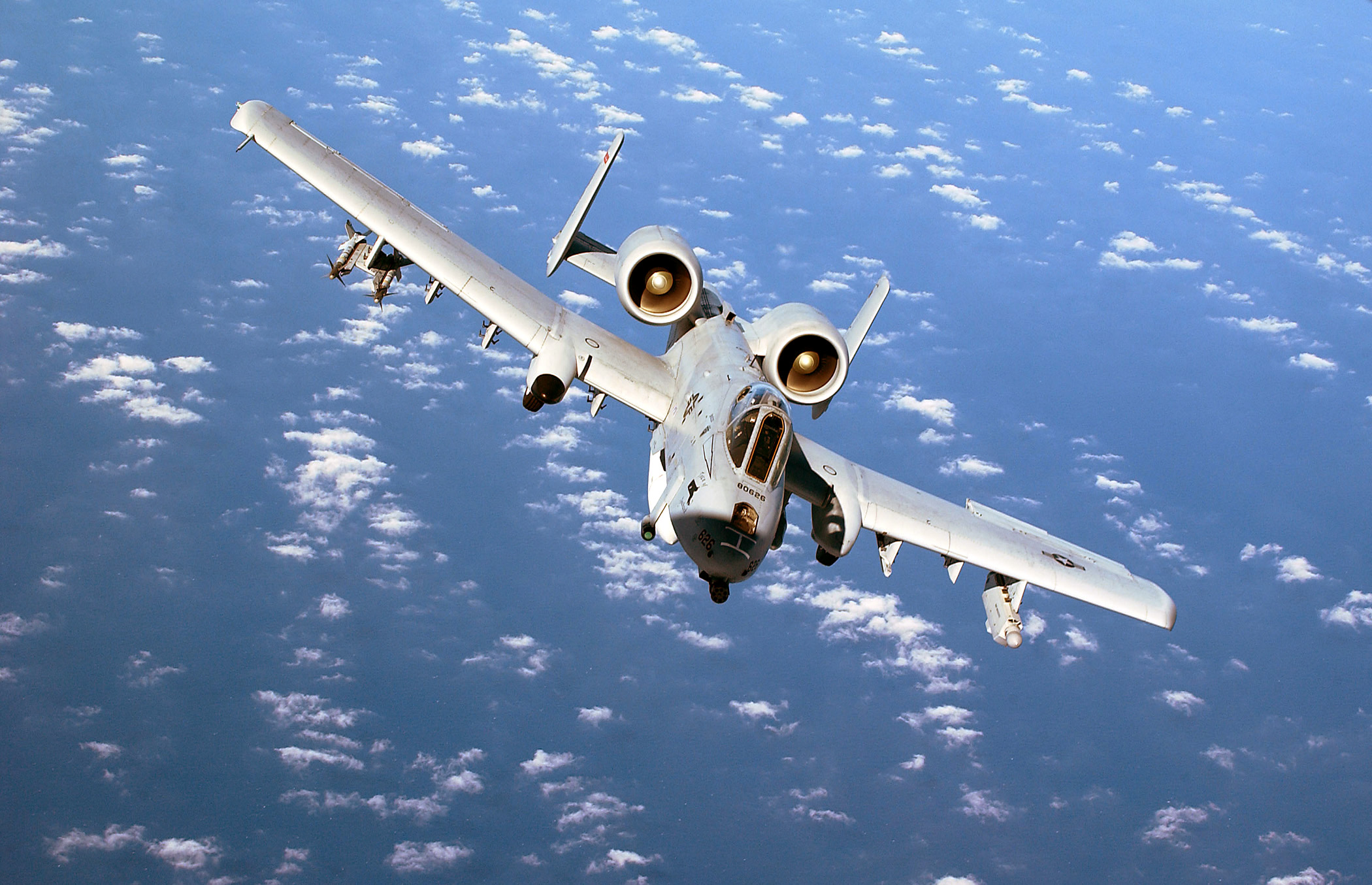
إيه - 10 ثاندر بولت الثانية.

أسست الشركة على يد شيرمان فيرتشايلد عام 1925 باسم شركة فيرتشايلد للطيران في فارمينلدايل نيو يورك. وهي كانت أول شركة في الولايات المتحدة تقوم بتصنيع طائرة قمرة القيادة مغلقة وعجلات هبوط هيدروليكية والمعروفة بإسمة فيرتشايلد إف سي-1 (Fairchild FC-1). وكان يوجد شركة معروفة باسم فيرتشايلد للطائرات المحدودة (Fairchild Aircraft Ltd) في لونغويل كيبك، كندا. عملت أيضاً بتصنيع الطائرة. والتي عملت كشركة فرعية لشركة فارتسايلد الموجودة في الولايات المتحدة. قام شيرمان فيرتشايلد بشراء أغلبية أسهم شركة كريدر-رايسنر للطائرات (Kreider-Reisner Aircraft Company) عام 1929، ثم انتقلت الشركة إلى هاغرستاون، ماريلاند عام 1931. أُخذة طائرة فيرجينيا المصنعة لدى الشركة من قبل ريتشارد إلفين بيرد (Richard Evelyn Byrd) كإحدى الطائرات الثلاث المستخدمة في رحلته إلى القطب الجنوبي حيث إستخدمة كطائرة تدريب واستطلاع.

### الحرب العالمية الثانية
قامت الشركة في الحرب العالمية الثانية بتصنيع طائرة فيرتشايلد بيه تي-19 (Fairchild PT-19) وإيه تي-21 غانر (AT-21 Gunner) للتدريب، بالإضافة إلى طائرة سي-82 باكت (Packet C-82) للنقل الجوي. وقامت الشركة بتصنيع طائرة فيرتشايلد 24 للجيش الأمريكي وبعيد الحرب للمدنين.

### ما بعد الحرب
صممت الشركة طائرة سي-119 فباينغ بوكسكار (C-119 Flying Boxcar) والتي تم تطويرها من طائرة سي-82 باكت. كانت تستخدم لنقل الحمولات والركاب والمعدات الآلية، بالإضافة إلى أنها كانت مجهزة للقفز المظلين والحمولات. حلقت هذه الطائرة لأول مرة في نوفمبر عام 1947 وتم تصنيع حوالي 1,100 طائرة بعد إيقاف تصنيعها عام 1955. خدمت هذه الطائرة في القوات الجوية الأمريكية وجيوش أخرى منها القوات الجوية الملكية الكندية. بعد تقاعدها تم تحويلها إلى قاذفة قنابل بحرية.
وفي عام 1949 قامت شركة فيرتشايلد لمحركات لطائرات بتصميم طائرة سي-123 بروفايدر والتي دخلت الخدمة رسمياً عام 1955. وخلال عام 1956 اشترت شركة تصميم طائرة فوكر إف27 وأنتجت منها 206 طائرة سمتها فيرتشايلد إف27 وفيرتشايلد هيلر إب إتش-227. وفي الخمسينات أصبحة أكبر الشركة متعاقدة مع شركة بوينغ لإنتاج جسم طائرة بي-52 ستراتوفورتريس وجوانحها. لاحقاً صنعت ذيول طائرات إف - 4 فانتوم الثانية وموازنات المكوك الفضاء. وصنّعت أسطح توجيه الطيران لطائرات بوينغ 747 وبوينغ 757.
قامت الشركة بشراء شركة هيلر للطائرات عام 1971 وأعيد تسميتها إلى فيرتشايلد هيلر والتي قامت بتصنيع مروحية فيرتشايلد هيلر إتش إف-1100 حتى عام 1973 حين استعاد ستانلي هيلر (Stanley Hiller) الشركة بشرائها. واشترت الشركة عام 1965 شركة ريبابليك إيفيايشون (Republic Aviation).
أعيد تسمية الشركة عام 1971 إلى فيرتشايلد إنداستريز بُعيد وفات مؤسسها شيرمان فيرتشايلد. بعد ذلك شرائها لشركة سورلنغ وصنعت طائرة فيرتشايلد سورلينغ مترولاين (Fairchild Swearingen Metroliner) التي نجحت جداً في مجال السفر اليومي. وفي عماي 1971 و1972 قامت الشركة بتصميم طائرة إيه - 10 ثاندر بولت الثانية والتي تفوقت على منافستها من شركة نورثروب المعروقة باسم نورثروب واي إيه-9. وقامت الشركة بتصميم طائرة تي-46 لتبدل طائرة تي-37 تويت، ولكن لم يتم الموافقة عليها من قبل القوات الجوية الأمريكية.
اشترت الشركة مدخرات شركة دونير فلوغ تسويغ فيركي (Dornier Flugzeugwerke) الألمانية عام 1996 والتي أعيد تسميتها إلى فيرتشايلد دونير، حيث تابعت الشركة تصنيع طائرة دونير 328 برخصة من شركة ديملير بنز (Daimler-Benz). ولاحقاً تم شراء شركة فيرتشايلد من قبل إم7 للفضاء والطيران (M7 Aerospace) بين عامي 2002 و2003.

## وصلات خارجية
- موقع شركة إم7 للفضاء والطيران
- أرشيف عن تاريخ الشركة على موقع www.nasm.si.edu نسخة محفوظة 15 مارس 2012 على موقع واي باك مشين.